# The King of Rome
The King of Rome was een succesvolle raceduif die de 1001 mijl (1611 km) lange race van Rome in Italië naar Engeland won in 1913. De duif was het onderwerp van een lied en boek, beide door Dave Sudbury, en het lied is ook opgenomen door onder andere June Tabor.

## De vogel
The King of Rome was een postduif die een race van 1001 mijl (1611 km) van Rome naar Engeland won in 1913. De vogel, een blauwe doffer (mannetjesduif), ringnummer NU1907DY168, was eigendom van en gefokt door Charlie Hudson (geboren begin 1870, overleden 13 maart 1958). De duif was gehokt op 56 Brook Street in Derby (nu gesloopt, 52° 55′ 35″ NB, 1° 29′ 8″ WL) en begon met racen in 1904. Ten tijde van de race was Hudson voorzitter en penningmeester van de Derby Town Flying Club. Hij schreef over de duivensport in de Derby Evening Telegraph. Na de dood van The King of Rome werd het lichaam van het dier ter beschikking gesteld van het Derby Museum and Art Gallery waar de huid door middel van taxidermie werd geconserveerd onder nummer DBYMU.1946/48. Sinds 2011 is de vogel daar te zien, maar de vogel was eerder al in bruikleen tentoongesteld in onder andere het Walsall Museum en de Wollaton Hall in Nottingham.

## Het lied

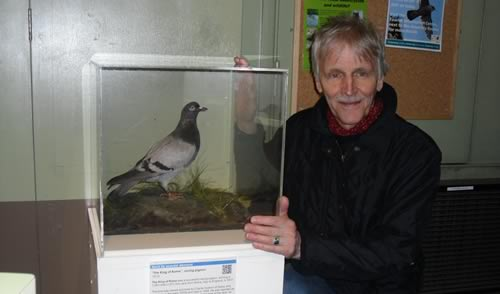
Sudbury in 2012

The King of Rome en diens eigenaar waren onderwerp van een lied en boek gemaakt door Dave Sudbury. Het lied beschrijft hoe gevaarlijk races voor de vogels kunnen zijn:
On the day of the big race a storm blew in
A thousand birds were swept away and never seen again
Het lied werd opgenomen door June Tabor. Na het horen van de uitvoering van het nummer door Sudbury in een wedstrijd in de late jaren 1980, waar ze jurylid was (Sudbury werd vierde), nam Tabor het lied op voor haar album Aqaba (1988). Brian McNeill, een andere finalist op het evenement, zei:
"The King of Rome" was head and shoulders above every other song sung on the night, and should have won.
McNeill heeft vervolgens het lied gecoverd en een liveopname staat op zijn album uit 2000 met Iain MacKintosh: Live and Kicking.
De Amerikaanse volkszanger Vance Gilbert coverde het nummer voor zijn album Edgewise uit 1994 en Canadese volksmuzikant Garnet Rogers nam het nummer op voor zijn album Summer Lightning uit 2004.